# Cela
Cela (en francès Celles) és un municipi francès situat al departament de la Dordonya i a la regió de la Nova Aquitània.

## Demografia
| 1962                                       | 1968 | 1975 | 1982 | 1990 | 1999 | 2007 |
| ------------------------------------------ | ---- | ---- | ---- | ---- | ---- | ---- |
| 761                                        | 675  | 582  | 600  | 597  | 552  | 555  |
| Des de 1962: població sense dobles comptes |      |      |      |      |      |      |

## Administració
| Període   | Identitat            | Partit |
| --------- | -------------------- | ------ |
| 1986-1995 | Philippe André Doyen |        |
| 1995-     | Jean-Didier Andrieux | UMP    |